# 未轉變者
《未轉變者》是一個2014年7月8日上市的生存游戏，擁有第一人稱以及第三人稱視角。此遊戲由 Nelson Sexton 獨立開發，由 Smartly Dressed Games 發行。原為在機器磚塊內的一款名稱為「Deadzone」的遊戲，因當時伺服器常被駭客攻擊且遊戲內容發揮不易，作者轉為使用 Unity 引擎才衍生成現今遊戲。
目前遊戲已上架至Steam平台上，採免費制但可付費升級成黃金會員（DLC），黃金會員在角色設定中的表情、髮型和膚色等設定擁有更多的選擇，並且獲得黃金會員的服裝與武器塗裝，在多人遊戲中的角色名稱顯示為金色。
Unturned 的背景是在充滿殭屍的一個世界，遊戲的人物、動物、NPC 多採像素（低分辨率貼圖）風格呈現，類似Minecraft以及DayZ。
現在3版本已成為正式版，而前期的2版本變為經典版，最初網頁版與2版本可以透過調整 Steam 啟動設定來遊玩。
遊戲中需要照顧你的角色的飢餓、口渴、疾病、生命，也可以用各式材料來蓋建築。有 PVE、PVP、競技場和漆彈大亂鬥四種模式，進行 PVP 模式時要另外注意其他玩家的襲擊，但玩家也可以建造陷阱和步哨進行防禦。

## 特色
遊戲中玩家要到不同地方搜集物資才能生存。衣服和背包提供位置給玩家放置東西。而玩家也可以在自己的家蓋床，一旦佔領該床，便會成為玩家的重生點，直至被人破壞該床為止。Unturned 支持社群模組，玩家可安裝由其他玩家製作的模組，以擴充遊戲內容，如武器、載具、食物等。遊戲中有作弊模式，開啟後玩家可以在單人遊戲裏隨心所欲地遊玩，例如在留言欄打/give ID，物件會立刻到玩家手上。有些伺服器安裝插件（rocketmod），令玩家一開始便會有衣服、武器、食物等，有些伺服器要打上指令才獲得資源，例如：/kits等，也可以打上 /home 以生存狀態回到床上。

## 地圖
此遊戲目前有數張生存地圖與競技場地圖：

### 生存地圖
- PEI（愛德華王子島）：加拿大東岸陽光明媚的小島。有許多小型的居住民生區和些許的軍事基地。旅遊景點包括海灘、城堡、貨船。
- Washington（華盛頓）：北美大陸西南方的雨都。有許多大型的居住城鎮和豐富的軍事基地。旅遊景點包括西雅圖、高爾夫球場、賽車場。
- Russia（俄羅斯）：歐亞大陸北部的國家。國土大的國家具有很多民宅居住區以及各種軍事駐點。旅遊景點包括歷史古蹟、美麗如畫的農村地區、攀岩地帶、地下鐵。並擁有會發布請求的人類NPC與能解成就的事件。
- Yukon（育空）：加拿大西北方極度惡劣、寒冷的地方。貧瘠又冰凍的荒地散落著很多露營點和小木屋。旅遊景點包括纜車滑雪場、滑冰場、火車站點。
- Germany（德國）：位於德國北部的山區。這個現代化城市有著強大的軍隊。他們有著令人讚嘆的景點，像是可以徒步旅行高山小徑以及當地的慕尼黑啤酒節慶祝活動。
- France（法國）：西班牙東北邊的國家，擁有各式各樣的民事場所，且有穩定的軍事基地，有著高山森林和沙灘海岸。
- 此外還有許多社群精選地圖會出現在遊戲的選擇欄裡

### 競技場地圖
- PEI Arena（愛德華王子島 競技場）
- Washington Arena（華盛頓 競技場）
- Alpha Valley（阿爾法谷）
- Monolith（巨石陣）
- Paintball_Arena_0（漆彈競技場）